# 68 Лето
68 Лето — астероїд головного поясу, що обертається навколо Сонця. Астероїд був відкритий німецьким астрономом Робертом Лютером 29 квітня 1861 року і названий на честь Лето, матері Аполлона і Артеміди в грецькій міфології.
Він обертається навколо Землі на відстані 2,78112 а.о. за 4,64 роки і має орбітальний ексцентриситет 0,187. Площина орбіти нахилена до екліптики під кутом 7,97°. Фотометричні спостереження 68 Лето протягом 1997 року дали період обертання 14.856 ± 0.024 год. Його поперечний розмір оцінюється в 123 км. Спектральний тип - S, що вказує на кам'янистий, силікатний склад.